# Szlak pieszy nr 3585
Szlak pieszy nr 3585 (znany także jako Szlak do Rezerwatu Meteorytów) – szlak turystyczny biegnący w północnej części miasta Poznania. Zaprojektowany, aby służył wypoczynkowi mieszkańców Piątkowa.

## Opis szlaku
Szlak rozpoczyna się na osiedlu Stefana Batorego, następnie przecina linię kolejową nr 395. Dalej szlak wiedzie obok rezerwatu przyrody Meteoryt Morasko, wspina się na górę Morasko, by skończyć przy osiedlu Jana III Sobieskiego.

## Przebieg szlaku
Osiedle Stefana Batorego → ulica Umultowska → Kampus Morasko, Wydział Fizyki Uniwersytetu im. Adama Mickiewicza w Poznaniu → ulica Mleczowa → Kościół św. Jadwigi Królowej Wawelskiej → ulica Umultowska → ulica Rumiankowa → ulica Baltazara Lewandowskiego → ulica Franciszka Jaśkowiaka → ulica Morasko → ulica Meteorytowa → Rezerwat przyrody Meteoryt Morasko → Góra Moraska → Zimna Woda → ulica Deszczowa → Różany Potok → Osiedle Jana III Sobieskiego
Bezpośrednio po wyznakowaniu, w latach 70. XX wieku, szlak rozpoczynał się przy dawnej pętli autobusu linii 67 na ul. Kresowej róg Naramowickiej i dochodząc do centrum Umultowa łączył się z jego obecnym przebiegiem. Zakończenie również posiadało odmienną trasę: z Góry Moraskiej szlak schodził do przystanku autobusowej linii podmiejskiej 110 w Suchym Lesie (w pobliżu kościoła Najświętszego Serca Pana Jezusa).
| Odległość     | Atrakcje                                  | Obiekty |
| ------------- | ----------------------------------------- | --- |
| 0,0 km        | kościół · park                            | Osiedle Stefana Batorego – przykład osiedla z tzw. wielkiej płyty. Jest to najmłodsze z piątkowskich osiedli. Składa się z dwóch części: starszej (budowanej w latach 1987–1992) i młodszej (nadal budowanej od 1993 roku). Przed budową osiedla na jego terenie mieściła się żwirownia gminna (z gwary poznańskiej – kisownia). Na osiedlu znajduje się kościół pod wezwaniem Narodzenia Pańskiego. |
| 0,9 km        |                                           | Wydział Fizyki Uniwersytetu im. Adama Mickiewicza w Poznaniu Kampus Morasko |
| 2,6 km        | kościół                                   | Kościół św. Jadwigi Królowej Wawelskiej |
| 2,9 km        | dwór                                      | Dwór Umultowski – późnoklasycystyczny dwór pochodzący z I poł. XIX wieku. Budynek otacza park z poł. XIX wieku. Park ma powierzchnię 2,03 ha. |
| 5,4 km        | kaplica                                   | Figura Matki Boskiej |
| 5,5 km        | kościół · ruiny                           | Kościół Świętej Trójcy |
| 5,7 km 110 m  | kościół                                   | Kościół Ścięcia św. Jana Chrzciciela Należy zejść ze szlaku na skrzyżowaniu ulicy Morasko i Sióstr Misjonarek, w kierunku północnym, i dojść około 110 metrów. |
| 5,9 – 6,45 km | pomnik przyrody                           | Aleja lip i Głaz Jaśkowiaka w ciągu ulicy Meteorytowej będące pomnikami przyrody. |
| 6,45 km       | autobus                                   | Parking leśny „Meteoryt Morasko”, przystanek autobusowy „Rezerwat Morasko n/ż” |
| 6,6 km        | rezerwat roślinny · rezerwat faunistyczny | Rezerwat przyrody Meteoryt Morasko |
| 8,0 km        | szczyt · maszt · punkt widokowy           | Góra Moraska – wzniesienie o wysokości 153,8 m n.p.m. Kulminacja moreny czołowej stadiału poznańskiego. Na południowym stoku stoją, okryte wałem ziemnym, zbiorniki wody. Zbiorniki wybudowano w latach 1978–1988, jednakże liczne usterki pozwoliły na ich uruchomienie w 1995 roku. Na kompleks składa się 6 żelbetowych zbiorników o wymiarach 28,8 m × 8 m, łącznie mogą pomieścić 30 tys. m³ wody. Ich głównym zadaniem jest wyrównywanie ciśnienia w sieci wodociągowej miasta Poznania, oprócz tego gromadzą zapas wody na wypadek awarii i godziny maksymalnego obciążenia systemu. |
| 8,5 km        | źródło                                    | Zimna Woda – staw będący źródłem Różanego Potoku. Strumień spływa stokiem, po wypłynięciu z lasu, zaczyna się odcinek skanalizowany, który kończy się za ul. Morasko. W 1996 roku podczas badań stawu stwierdzono występowanie karasia pospolitego i lina. |
| 11,3 km       | kościół · park · pomnik · miejsce kultu   | Osiedle Jana III Sobieskiego – osiedle z wielkiej płyty, które powstało w latach 1979–1987. Zamieszkuje je około 11 tysięcy mieszkańców. Na terenie osiedla znajdował się folwark, którego pozostałością jest park i aleja lipowa, która biegnie od ulicy Stróżyńskiego do centrum osiedla. W nieistniejącym dworku, leżącym na terenie folwarku, w latach 1923–1939 mieszkał literat Józef Rączkowski. Obok dzisiejszego kościoła mieścił się cmentarz ewangelicki, który opuszczono i zaniedbano po II wojnie światowej, a w czasie budowy osiedli piątkowskich zlikwidowano. Na rogu Stróżyńskiego i Opieńskiego stoi krzyż z 1982 roku. Pierwszy ufundowali mieszkańcy wsi Piątkowo w 1926, został on zniszczony w 31 grudnia 1939 roku przez niemieckiego okupanta. Kolejne postawiono w 1946 (złamany przez wichurę), i w 1956, który usunięto podczas budowy osiedla. W północnej części osiedla figura Matki Boskiej z 1946 roku. Kościół na osiedlu pełni funkcję archidiecezjalnego sanktuarium Miłosierdzia Bożego. W pobliżu przystanku Przejazd Kolejowy, na północy osiedla znajdował się kiedyś gminny dom dla ubogich. |